# Castillo Olesko
El castillo Olesko es un gran palacio situado en raión de Zolochiv, óblast de Leópolis, en Ucrania, a unos 75 kilómetros de la ciudad de Leópolis, la más importante del oeste ucraniano.

## Historia
Los primeros registros históricos del castillo se encuentran en un documento fechado en 1390, cuando el Papa Bonifacio IX ofreció este castillo como regalo.
El castillo fue restaurado a finales del siglo XVII. Pinturas y mosaicos fueron traídos para decorar las diferentes estancias del castillo. El castillo fue remodelado en un estilo renacentista italiano, que era popular en ese momento.
En 1838, un terremoto sacudió el castillo y destruyó algunas zonas. El castillo fue restaurado, a partir de 1961 y duró hasta 1985. Hoy en día, es un museo donde se exhiben las colecciones de muebles antiguos y obras de arte que datan de los siglos XVI y XVII. También cuenta con esculturas, pinturas, bodegones, artes aplicadas, tapices, armas de la época y objetos utilizados en la vida cotidiana de la época. Su colección está considerada como una de las más ricas en el arte polaco. El castillo forma parte de la "Golden Horseshoe", un anillo de tres castillos cercanos entre sí: el Olesko, Pidhirtsi, y loscastillos Zolochiv.